# 杭海城际
杭海城际，全称杭州至海宁城际铁路，是一条连接杭州市临平区与嘉兴市海宁市的城市轨道交通线路，是浙江省首个PPP轨道交通示范项目，由浙江省交通集团、中铁（上海）投资公司、海宁市政府等采用PPP合作模式共同出资，线路全长48公里，设计行车时速120公里，工程总投资136亿元，设站12座，其中地下车站4座、高架站8座，2021年6月28日开通运营。

## 历史
2012年11月，海宁市政府成立项目前期工作领导小组。同年12月，与杭州市余杭区政府签订接驳协议。
2013年2月，浙江省发改委将《浙江省都市圈城际铁路近期建设规划》上报国家发改委，其中包含杭州至海宁城际铁路。
2014年12月16日，《浙江省都市圈城际铁路近期建设规划》获国家发改委批复同意，杭州到海宁的城际线被正式批复同意。
2016年12月15日，杭州至海宁城际铁路项目先行段（长安镇站-周王庙镇站）动工。

### 事故
2018年6月13日上午9时40分，杭海城际铁路海宁长安段发生支架坍塌事故，造成2名工人死亡，2名工人受伤。

## 线路信息
线路起于杭州临平南高铁站，止于海宁市区碧云路，线路全长48.18公里，设了13座车站，其中地下车站5座，高架车站8座，采用地铁制式。其在临平境内、海宁主城区在地下，下穿沪杭高铁、高速公路段为地面U形槽，其余地段都是高架。设计时速120公里，全程运行在30分钟左右。计划初期每天运行78对，运行时间为早上6点至晚上10点。
线路串联海宁城区与杭州市临平区，沟通沿线的各个镇以及海宁高铁站、盐官度假区、海宁中国皮革城、浙大国际联合学院等一些重要节点。

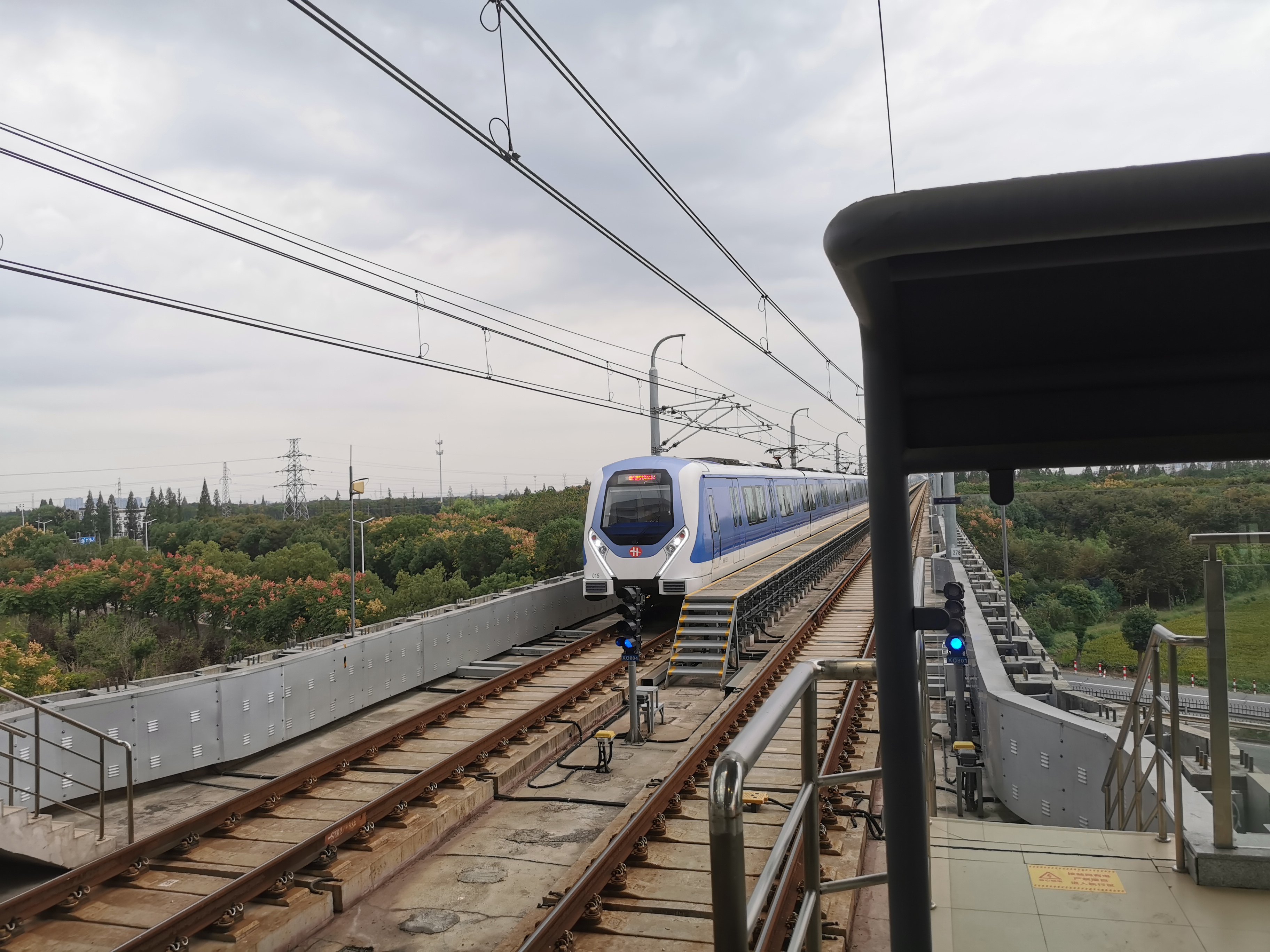
列车进入盐官站。

线路中临平南高铁站设立在杭州地铁9号线临平南高铁站西侧，与杭州地铁9号线通道换乘，并预留向西延伸至杭州地铁3号线的条件。盐官镇站可能与远期规划建设的湖嘉杭绍城际铁路（北起湖州南浔，经嘉兴桐乡、海宁至盐官度假区）接驳。浙大国际学院站至碧云站线路暂未定，可能接驳规划中的沪乍杭铁路。
| 站名             | 大站车 | 换乘路线        | 所在地        | 至首站里程 | 站台形式                | 启用日期      |
| ---------------- | ------ | --------------- | ------------- | ---------- | ----------------------- | ------------- |
| 临平南高铁站     | ●      | █ 杭州地铁9号线 | 杭州市 临平区 | 0          | 地下三层岛式            | 2021年6月28日 |
| 许村             | ｜     | —               | 嘉兴市 海宁市 | 6488.75    | 高架三层侧式            | 2021年6月28日 |
| 海宁高铁西站     | ↑      | —               | 嘉兴市 海宁市 | 11207.45   | 高架三层侧式            | 2021年6月28日 |
| 长安（东方学院） | ↓      | —               | 嘉兴市 海宁市 | 16818.68   | 高架三层侧式            | 2021年6月28日 |
| 长安东           | ｜     | —               | 嘉兴市 海宁市 | 19094.43   | 高架三层侧式            | 2021年6月28日 |
| 周王庙           | ｜     | —               | 嘉兴市 海宁市 | 23589.18   | 高架三层侧式 （越行站） | 2021年6月28日 |
| 盐官             | ｜     | —               | 嘉兴市 海宁市 | 27562.58   | 高架二层侧式            | 2021年6月28日 |
| 桐九公路         | ｜     | —               | 嘉兴市 海宁市 | 32708.48   | 高架三层侧式            | 2021年6月28日 |
| 斜桥             | ｜     | —               | 嘉兴市 海宁市 | 35615.18   | 高架三层侧式 （越行站） | 2021年6月28日 |
| 皮革城           | ●      | —               | 嘉兴市 海宁市 | 40592.78   | 地下二层岛式            | 2021年6月28日 |
| 海昌路           | ●      | —               | 嘉兴市 海宁市 | 43309.39   | 地下二层岛式            | 2021年6月28日 |
| 浙大国际校区     | ●      | —               | 嘉兴市 海宁市 | 45671.60   | 地下二层岛式            | 2021年6月28日 |
| 碧云             |        | —               | 嘉兴市 海宁市 |            | 地下二层岛式            | 缓建          |

2021年11月17日及以前，大站车于每日7:00、9:00、11:30、12:30、17:00、19:00从余杭高铁站（今临平南高铁站）和浙大国际校区站发车。但自同年11月18日起，大站车仅留7:00浙大国际校区发车和17:00临平南高铁站发车各一列。

## 使用列车

### 杭海城际列车
- 厂商型号：PM143型
- 列车设计：中车南京浦镇车辆有限公司
- 制造厂商：杭州中车车辆有限公司
- 制造年份：2020 ~ 2021

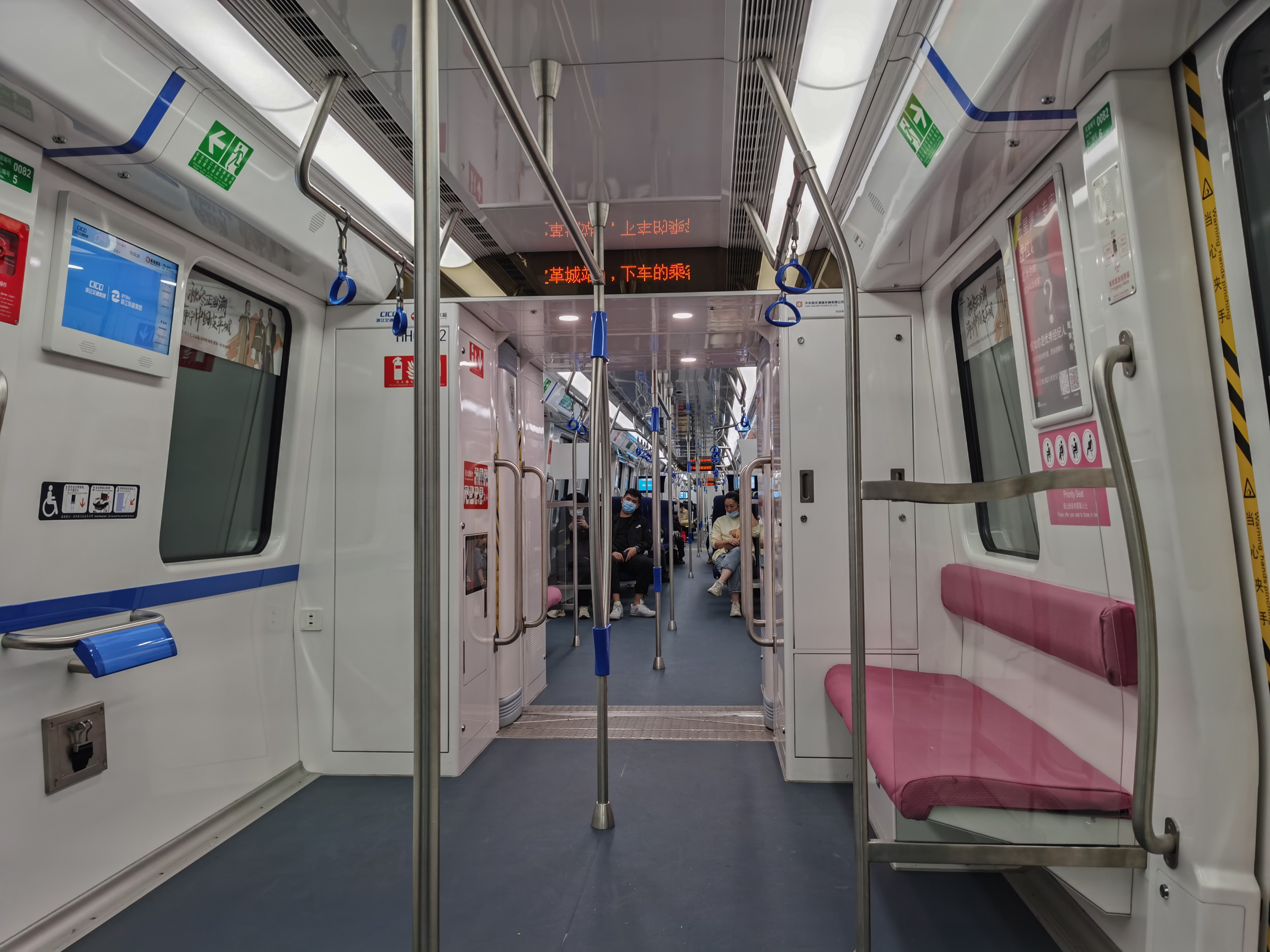
PM143型列车内部

- 外观特征：列车采用鼓形车体设计，以黑、白、蓝紫为主色调；侧边为两条海蓝夹一浅蓝紫的宽色带[13]。
- 车体材质：铝合金车体
- 列车编组：4节市域B型编组（3M1T，=TMc-Mp-Mp-TMc=）[14]
- 车体尺寸：长：19 m × 宽：2.88 m × 高：3.8 m
- 车门宽度：1.3 m
- 供电制式：架空接触网供电，DC 1500 V
- 最高运营速度：120 km/h
- 定员（AW2，站立区按5人/㎡计算）：704人
- 超员（AW3，站立区按9人/㎡计算）：1112人
- 电气牵引系统：
  - ABB电气原设计 / 广州神铁牵引设备代工生产 AMXM280-SBIMC4AF04 型鼠笼式三相异步交流牵引电动机（额定功率：210 kW，3×4台）
  - 株洲中车时代电气制 TGN-66E 型 IGBT-VVVF 逆变器（1C2M1群方式控制，2×2+2组）
  - 株洲中车时代电气制 t Power-AA6 (JR39) 型 IGBT-SIV 辅助电源（工频扩展供电方式，2台）
- 转向架：中车南京浦镇车辆制 PW120E(G) 型无摇枕式抗蛇行空气弹簧转向架（4×2台）
- 车辆总数：共17列，合计68辆。列车编号为HH001 ~ HH017。
- 设施特征：列车节每边设置3个车门，车内采用横排座椅和竖排座椅混合布置形式。

### 杭海城际增购列车
- 厂商型号：PM258型
- 列车设计：中车南京浦镇车辆有限公司
- 制造厂商：杭州中车车辆有限公司
- 制造年份：2023 ~ 2024
- 车辆总数：共6列，合计24辆。列车编号为HH018 ~ HH023。

杭海城际增购列车各项技术指标、主要设备型号均与杭海城际既有列车一致，增购列车的主要不同之处在于：每节车厢的电气柜处新增无线充电装置；新增空气质量检测装置；使用LCU替代部分继电器；部分车安装轨道几何检测装置等。

## 票价

### 杭海城际票价规则
杭海城际若只乘坐一站或同站进出则票价2元，乘坐两站或以上的票价计费规则与杭州地铁相同，起步票价2元可乘坐4km，4-12km区间内每1元可乘坐4km，12-24km区间内每1元可乘坐6公里，超过24km后每1元可乘坐8km，全程票价9元。
| ¥2 <4 km¥3 4 ~ 8 km¥4 8 ~ 12 km¥5 12 ~ 18 km¥6 18 ~ 24 km¥7 24 ~ 32 km¥8 ~ 32 ~ 40 km¥9 >40 km \| \| \| \| \| \| \| \| \| |  |  |  |  |  |  |  |
| |  |  |  |  |  |  |  |

乘客可购买单程票，使用杭州市民卡、杭州通卡、杭海城铁优惠卡、海宁市或全国各地发行的印有“交通联合”标识的交通卡，以及银联IC卡、银联手机闪付、杭州地铁支持的电子乘车码，或杭州地铁App上的电子单程票二维码乘车。

### 跨线票价计算方式
根据《杭州嘉兴城市轨道交通合作协议》，杭海城铁的票制票价、清分规则、票务规则、安检标准将与杭州地铁保持一致，票价采用一票制分段式计价方式。也就是说，从海宁乘坐杭海城际至临平南高铁站换乘杭州地铁进入杭州市区只需购买一次车票，车费为杭州地铁费用和杭海城际费用相叠加。

### 票价优惠政策
杭海城际的优惠政策，除杭州地铁的1、3、5、7日票不可用于杭海城际外，其它均与杭州地铁一致。

## 未来发展
2021年7月，国家发改委印发长江三角洲地区多层次轨道交通规划，其中提到本线路将西延至文正街站。
2021年9月，杭州市规划和自然资源局发布《杭州市综合交通专项规划（2021-2035年）》，规划中本线路将西延一站与杭州地铁18号线形成换乘。
2023年7月13日，杭州至海宁市域铁路西延工程（临平南高铁站——文正街站）可行性研究报告获浙江省发改委正式批复。该线路全长约1.04公里，采用地下敷设方式，设1座车站（文正街站）和1个区间（临平南高铁站至文正街站区间），在文正街站与杭州地铁18号线进行付费区内换乘。该线路不新建段场和主变电所，共享已建盐官车辆基地、主变电所、控制中心。